# Vojščica
Vojščica este o localitate din comuna Miren - Kostanjevica, Slovenia, cu o populație de 222 de locuitori.